# Ellery Queen (TV-serie)
Ellery Queen (originaltitel: Ellery Queen) är en amerikansk deckar-TV-serie skapad av Richard Levinson och William Link med Jim Hutton i titelrollen som hade premiär i USA den 23 mars 1975 (pilotavsnittet). 
Ellery Queen byggde på författarpseudonymen Ellery Queens böcker. Pilotavsnittet Too Many Suspects byggde på romanen Triangelns fjärde sida (1965). Tre år innan hade Levinson och Link skrivit manus till TV-filmen Ellery Queen: Don't Look Behind You (1971) som byggde på romanen Katt med många svansar och hade Peter Lawford i huvudrollen. Men medan författarna befann sig på resande fot i Europa skrevs dock manuset om av andra och man bytte ut kommissarie Queen mot en farbror till Ellery, vilken spelades av Harry Morgan. Missnöjda med ändringarna är det förmodligen därför Levinson och Link använde sig av pseudonymen Ted Leighton som manusförfattare.
När själva TV-serien startade i USA hösten 1975 var dock samtliga manus specialskrivna för TV, förutom avsnittet The Adventure of the Mad Tea Party som byggde på Queen-novellen med samma namn från novellsamlingen The Adventures of Ellery Queen (1933).
Ellery Queens pappa - kommissarie Richard Queen vid New York-polisen - spelades av David Wayne. En annan karaktär som kom från böckerna var kriminalassistent Thomas Velie som spelades av Tom Reese. Två rollfigurer var speciellt skapade för TV. Dels radiodetektiven Simon Brimmer (som spelades av John Hillerman (8 avsnitt)), som alltid lyckades välja ut fel mördare innan Ellery pekade ut den skyldige, samt den ettrige journalisten Frank Flannigan (Ken Swofford) som i fem avsnitt av serien särskilt retade gallfeber på kommissarie Queen.
I slutet av varje avsnitt bröt Ellery Queen den fjärde väggen och vände sig direkt in i kameran och utmanade TV-tittarna att lösa mordgåtan. Han relaterade kort de viktigaste ledtrådarna och räknade upp de misstänkta. Denna gimmick var hämtat från de första nio Queen-romanerna, där Utmaningen till läsarna förekom istället.
Förutom ovanstående skådespelare formligen drällde det med kända gästskådespelare, både från förr och kommande stjärnor, som exempelvis Larry Hagman, Joan Collins, Ray Walston, Ida Lupino, Donald O'Connor, George Burns, Cesar Romero, Sal Mineo, Tom Bosley, Eva Gabor, Signe Hasso, Diana Muldaur, Lloyd Nolan, Bob Crane, Carolyn Jones, Polly Bergen, Vincent Price, James B. Sikking, Mel Ferrer, Noah Beery Jr. och Ray Milland.
Den tidstypiska signaturmelodin skrevs av Elmer Bernstein.
Totalt gjordes 23 avsnitt mellan åren 1975 och 1976. Den kompletta serien (inklusive pilotavsnittet) gavs ut på DVD i USA den 28 september 2010 och i Australien 15 september samma år. Den australiska utgåvan innehåller dessutom den tidigare TV-filmen Ellery Queen: Don't Look Behind You, medan den amerikanska utgåvan har en intervju med William Link.

## Avsnittsförteckning

### Säsong 1
- Too Many Suspects (pilotavsnitt) 1975-03-23
- The Adventure Of Auld Lang Syne 1975-09-11
- The Adventure of the Lover's Leap 1975-09-18
- The Adventure of the Chinese Dog 1975-09-25
- The Adventure of the Comic Book Crusader 1975-10-02
- The Adventure of the 12th Floor Express 1975-10-09
- The Adventure of Miss Aggie's Farewell Performance   1975-10-16
- The Adventure of Colonel Niven's Memoirs 1975-10-23
- The Adventure of the Mad Tea Party 1975-10-30
- The Adventure of Veronica's Veils 1975-11-13
- The Adventure of the Pharaoh's Curse 1975-12-11
- The Adventure of the Blunt Instrument 1975-12-18
- The Adventure of the Black Falcon 1976-01-04
- The Adventure of the Sunday Punch 1976-01-11
- The Adventure of the Eccentric Engineer 1976-01-18
- The Adventure of the Wary Witness 1976-01-25
- The Adventure of the Judas Tree 1976-02-01
- The Adventure of the Sinister Scenario 1976-02-08
- The Adventure of the Two-Faced Woman 1976-02-29
- The Adventure of the Tyrant of Tin Pan Alley 1976-03-07
- The Adventure of Caesar's Last Sleep 1976-03-14
- The Adventure of the Hard Hearted Huckster 1976-03-21
- The Adventure of the Disappearing Dagger 1976-04-04